# Калогеропулос, Алексиос
Алексиос Калогеропулос (греч. Αλέξιος Καλογερόπουλος; род. 26 июля 2004, Андравида) — греческий футболист, защитник клуба «Олимпиакос», выступающий на правах аренды за «Волос».

## Клубная карьера
Калогеропулос — воспитанник клубов «Дафни Андравидас», «Астерас» и «Олимпиакос». 5 мая 2021 года в матче против «Ариса» он дебютировал в греческой Суперлиге в составе последнего. 

## Международная карьера
В 2023 году в составе юношеской сборной Греции Апостолакис принял участие в юношеском чемпионате Европы на Мальте. На турнире он сыграл в матчах против команд Испании, Норвегии и Исландии. В поединке против норвежцев Алексиос забил гол.